# Conferencia

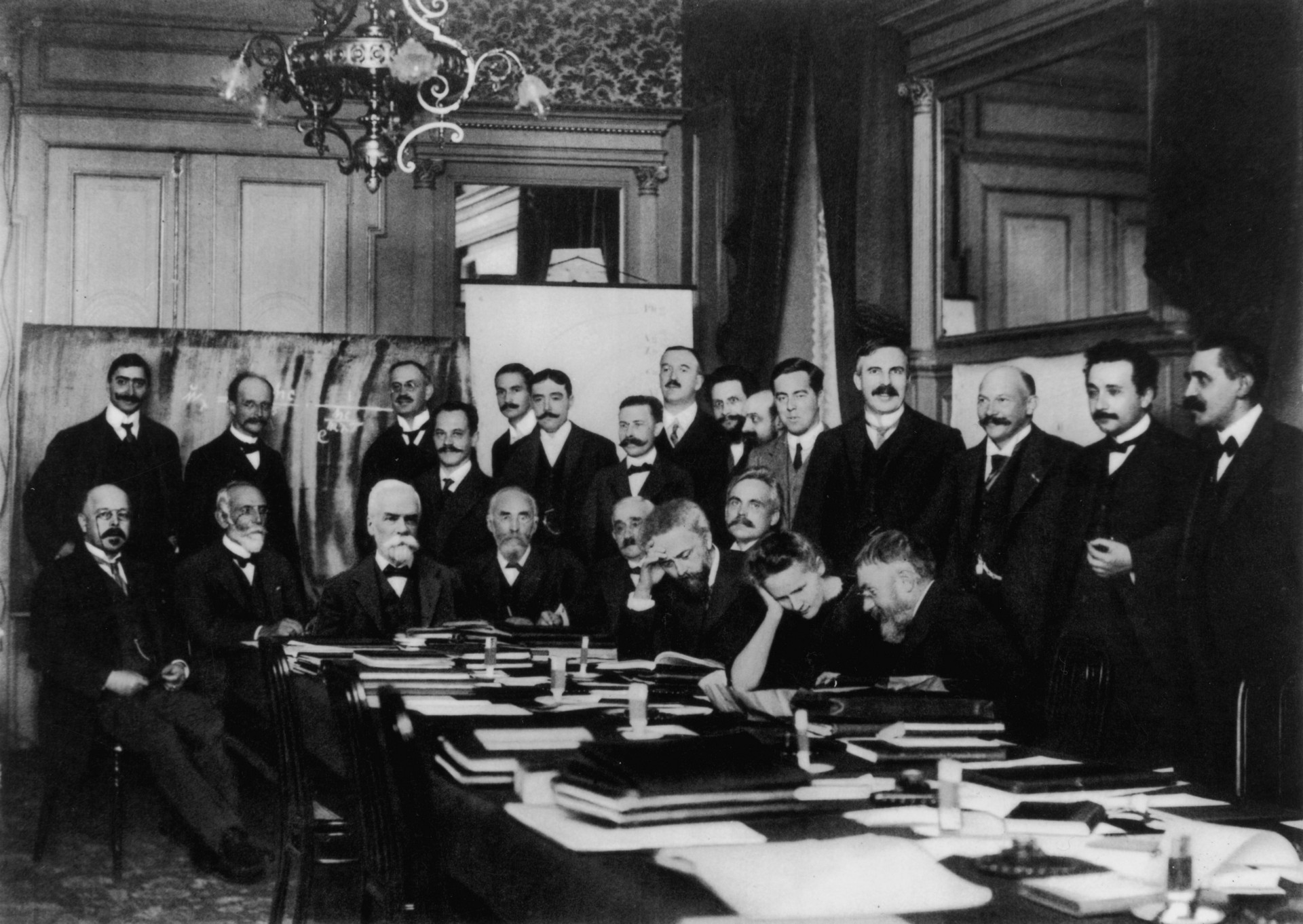
Conferencia científica Solvay, Hotel Métropole, Bruselas, Bélgica (año 1911).

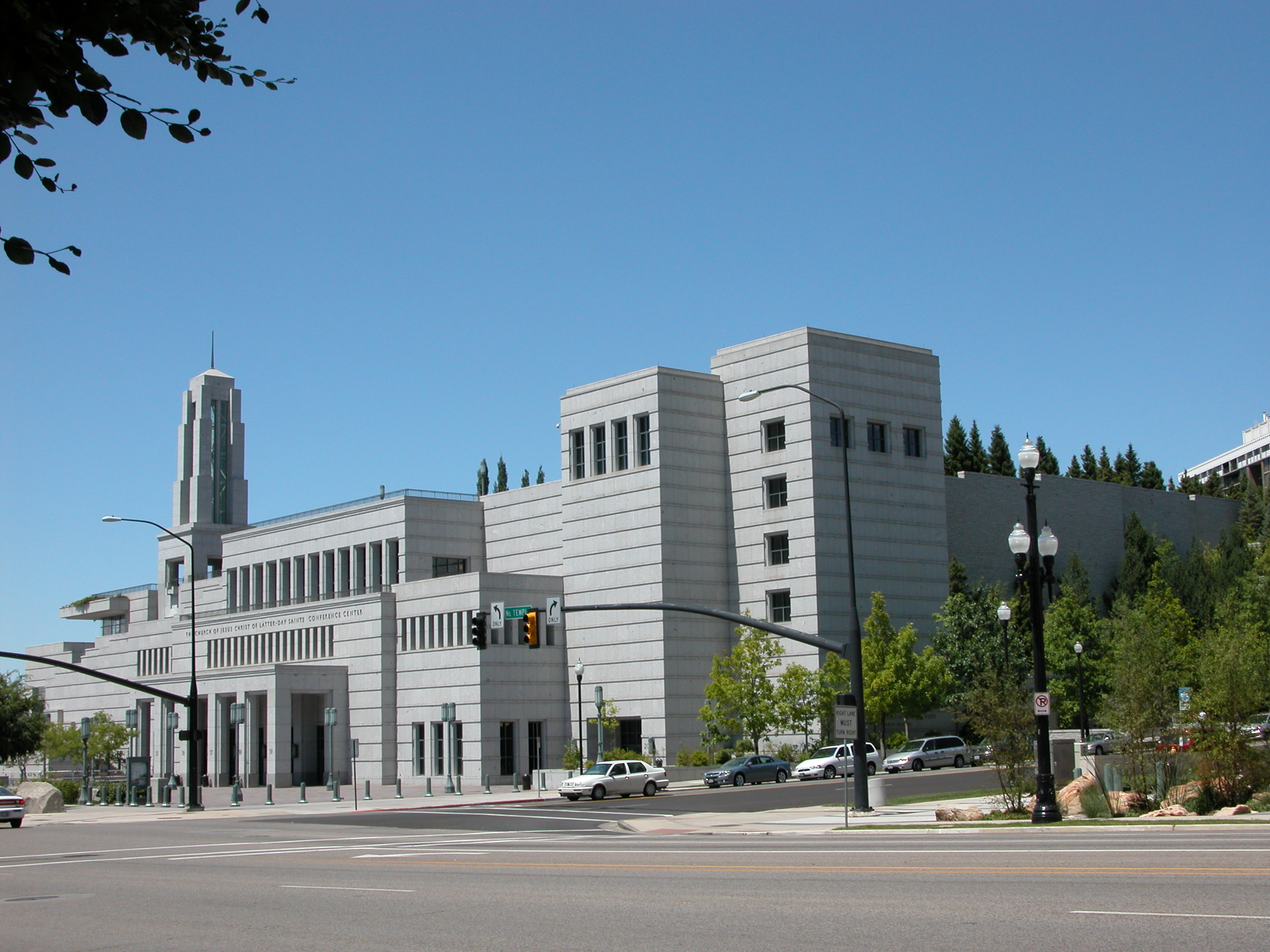
En las ciudades importantes, los Centros de conferencias son concebidos para ser sede de reuniones con gran número de asistentes.

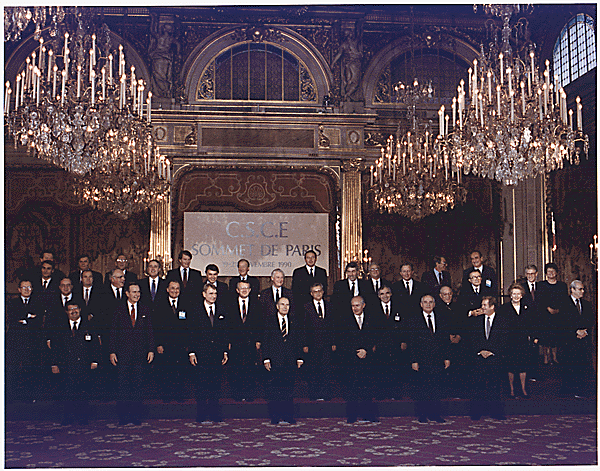
Asamblea Parlamentaria (Conferencia europea) de la OSCE, 1990, Palacio del Elíseo, París, Francia.

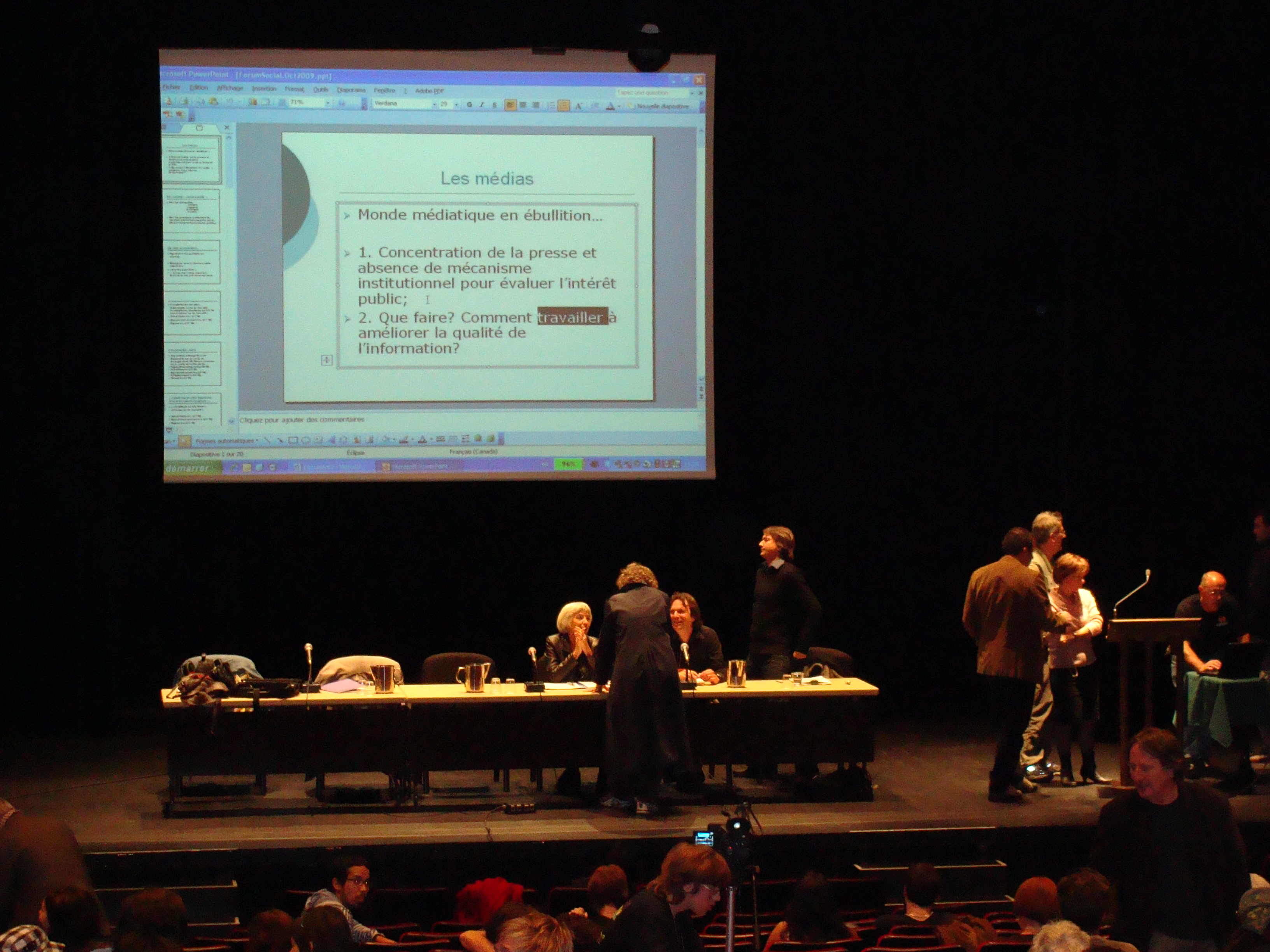
En el, los conferencistas pasaron del pizarrón, a las diapositivas, al retroproyector, al videoproyector, y a los dispositivos informáticos especializados. En la imagen, una conferencia sobre la privatización del saber.

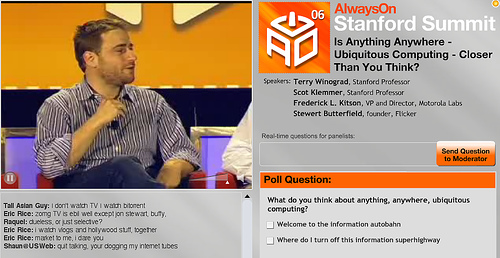
La videoconferencia permite la intervención y la interacción a distancia.

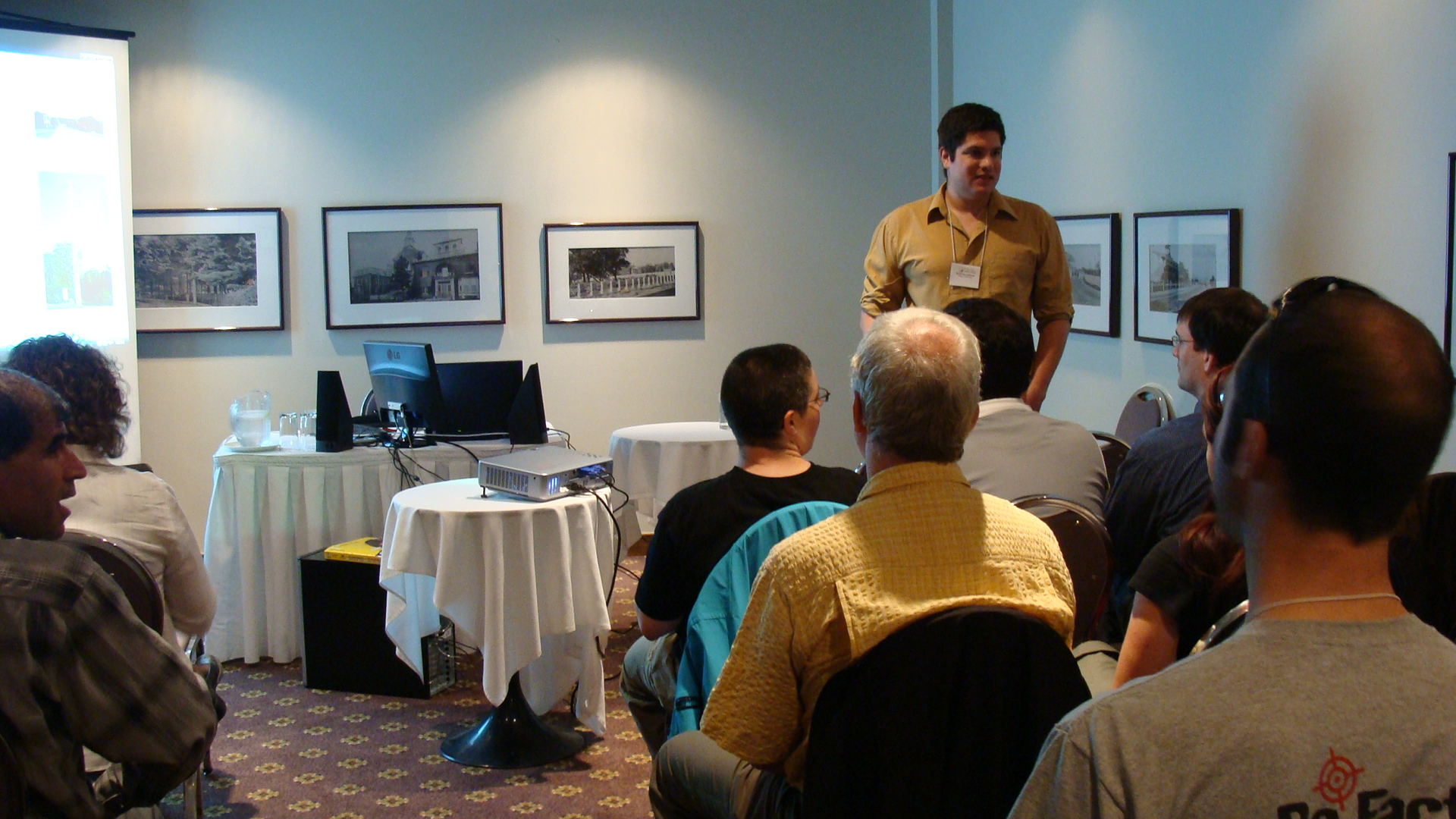
Pequeña conferencia de sensibilización y trabajo sobre « Proyectos pedagógicos en Wikipedia » en Trois-Rivières, Quebec, 2009.

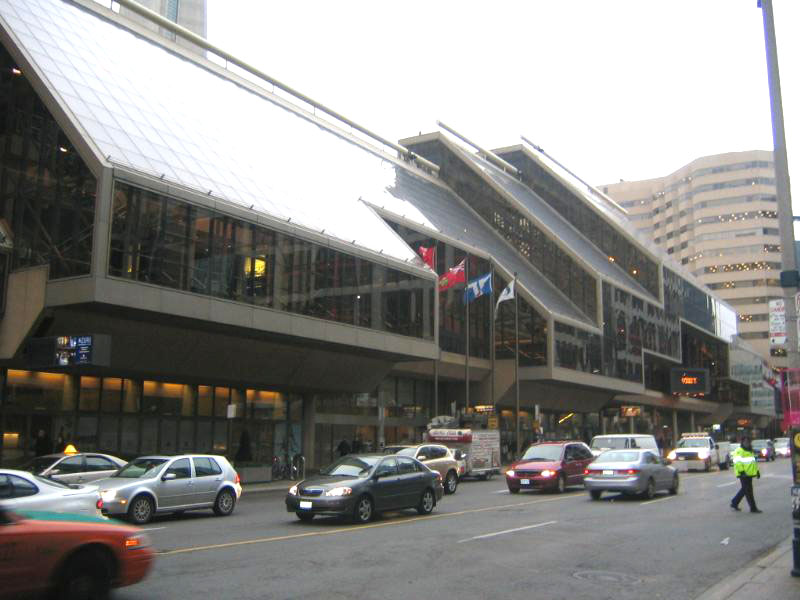
Metro Toronto Convention Centre, a finales del año 2004.

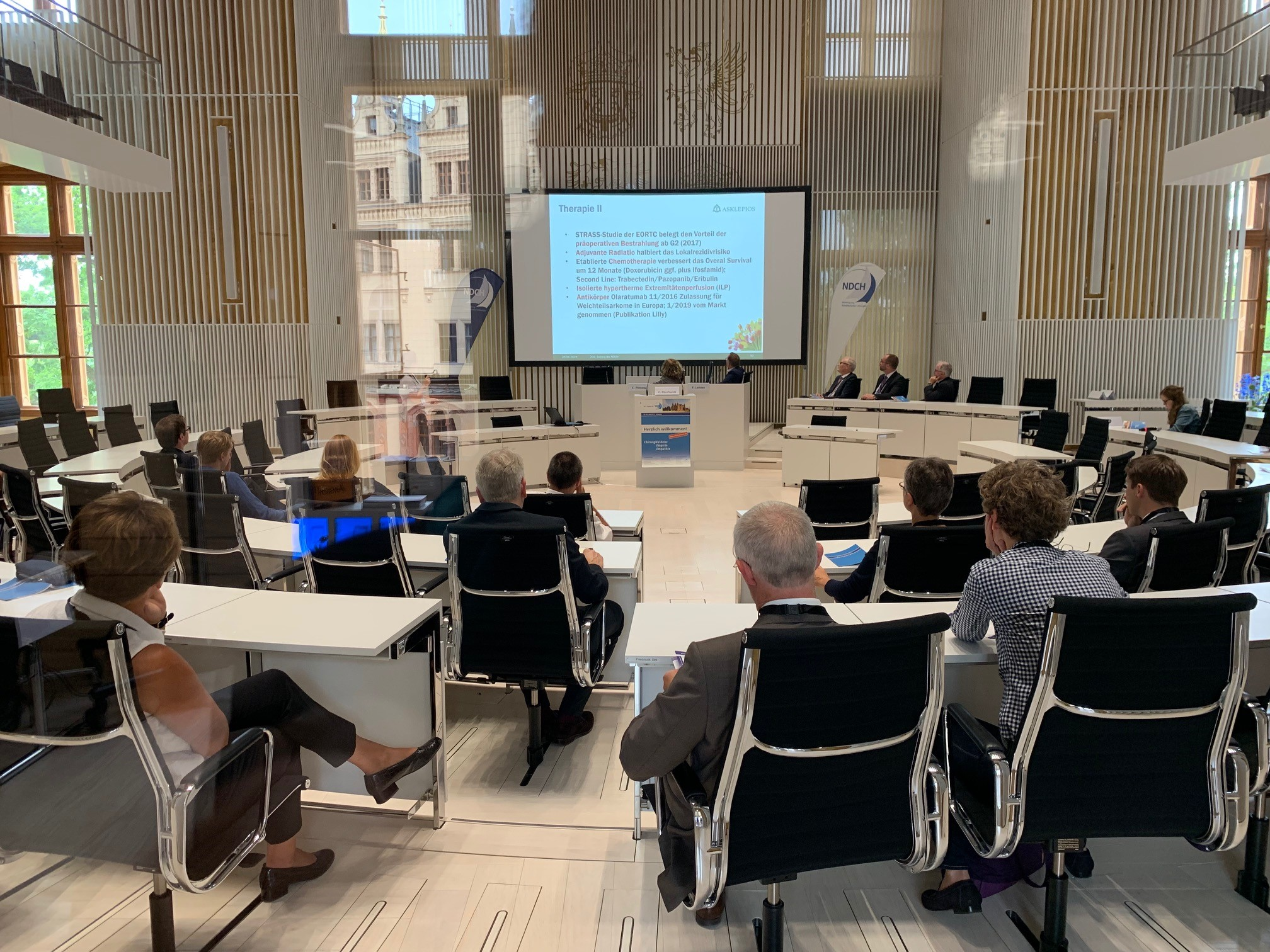
Conferencia durante la reunión de verano de la Asociación de Cirujanos del Norte de Alemania, en el edificio del Parlamento Estatal de Mecklemburgo, en Pomerania Occidental.

Una conferencia es una reunión de personas o un conglomerado, en donde se debate y expone sobre un determinado asunto de tipo científico, social, político, medioambiental, etc., y específicamente puede estar referido a: 
- Un congreso, denominación utilizada para diversas conferencias académicas y otro tipo de reuniones, con un fin de discusión, difusión, o intercambio de conocimientos.
- Una disertación pública sobre un asunto científico, filosófico, literario o empresarial, o sea, exposición generalmente de un solo conferenciante o de unos pocos, a veces con una finalidad cultural, a veces  académica. Véase Conferencia magistral.
- En algunas universidades y estudios, una clase en la que el docente tiene la palabra la mayor parte del tiempo. Se entiende en oposición a clase práctica.
- Una plática entre dos o más personas para tratar de algún punto o negocio.
- Una reunión de representantes de Gobiernos o Estados para negociar sobre un tema específico, por ejemplo, Conferencia sobre desarme.
- Una comunicación telefónica, en especial si es interurbana o internacional. Véase Conferencia (llamada).
- Una videoconferencia, comunicación simultánea bidireccional de audio y vídeo entre dos o más personas.
- Una conferencia de prensa o rueda de prensa, acto informativo convocado por un organismo o entidad al que están invitados los medios de comunicación, para que informen de lo que allí suceda o se exprese.

El conjunto de aportaciones realizadas en una conferencia en muchos casos es recogido o, al menos sus resúmenes o abstracts, en las actas de la reunión.
Una conferencia es una de las formas de comunicación o conversación o intercambio de opiniones y conocimientos entre personas puede ser oral o virtual, donde se desarrolla una confrontación de ideas (científicas, médicas, filosóficas, políticas, educativas, o en cualquier otra temática), en relación con un determinado asunto considerado de importancia por los participantes.
Su organización es generalmente formal y planificada, y reúne a uno o varios expositores (especialistas) y el público interesado (oponentes y competidores, ciudadanos y representantes de la sociedad civil, etc.).
Ciertas conferencias se repiten regularmente, en muchos casos en forma anual o bianual, y en esos casos son llamadas « conferencias permanentes ».

## Historia
Los orígenes de las conferencias probablemente deben buscarse en la mayéutica y en la enseñanza universitaria, casos en los que un orador buscaba centrar su exposición en un determinado asunto, diferenciando los distintos elementos o aspectos allí presentes, y confrontando diferentes hipótesis o diferentes enfoques, etc.
A partir del siglo XX, también designó una reunión entre diplomáticos, así como una reunión entre especialistas, y así como una exposición de un experto dirigida a profanos o a sus colegas. Algunas de estas reuniones claramente adquirieron notoriedad internacional.
Generalmente, los participantes se instalan en un mismo lugar (anfiteatro, sala de conferencias, etc, a veces situados en un edificio o zona especial llamado centro de conferencias). Con los avances tecnológicos, los conferencistas pasaron del pizarrón y de los carteles didáctico-ilustrativos, a las diapositivas, a los retroproyectores, a los videoproyectores, y a los sistemas programados especializados.
En el siglo XXI y en los últimos años del siglo XX, en una conferencia particular cada vez es más corriente permitir la participación de personas separadas en la geografía y aún separadas en el tiempo, gracias al uso de los teléfonos y de los sistemas de teleconferencias, al uso de registros de vídeo y de audio, o a la utilización de videoteléfonos o directamente de computadoras personales ligadas por Internet (a través por ejemplo de herramientas para el trabajo colaborativo).

## Utilidad
Este tipo de reunión se lo utiliza en diversas ocasiones, con frecuencia para permitir que alguien transmita ideas e informaciones diversas a un numeroso auditorio, en relación con una determinada temática en la que es especialista.
Con frecuencia, el conferenciante está ubicado en un estrado o lugar de destaque, o delante de un atril, y eventualmente haciendo uso de un micrófono. Al final de la exposición, por lo general está previsto un intercambio con el auditorio, a efectos de que los asistentes expresen sus comentarios o sus preguntas.
A veces se registra el desarrollo de la reunión en audio, o en audio e imagen, o se establecen resúmenes de las exposiciones y de las intervenciones.
Las conferencias internacionales reúnen participantes de diversos países y por lo general también de diversas instituciones internacionales (organizaciones intergubernamentales, organismos no gubernamentales ...), y con frecuencia allí se abordan cuestiones referentes al mundo en su globalidad (salud, economía, medio ambiente ...). Las declaraciones o resoluciones se suelen establecer por consenso.